# Lissocephala powelli
Lissocephala powelli är en tvåvingeart som beskrevs av Carson och Wheeler 1973. Lissocephala powelli ingår i släktet Lissocephala och familjen daggflugor. Inga underarter finns listade i Catalogue of Life.